# Кубок світу з біатлону 2010—2011, естафета, жінки
Естафетний залік Кубка світу з біатлону 2010–11 серед жінок підводиться за підсумками чотирьох естафетних гонок, перша з яких відбулася 11 грудня 2010 в Гохфільцені, а остання відбудеться в рамках чемпіонату світу в Ханти-Мансійську. В сезоні 2009-2010 титул найкращої естафетної команди виборола збірна Росії.

## Формат
Естафетна команда складається із чотирьох біатлоністок, кожна з яких пробігає три кола загальною довжиною 6 км і виконує дві стрільби - лежачи й стоячи. На кожній стрільбі біатлоністка повинна розбити 5 мішеней. Для цього їй дається 8 патронів, але в магазині карабіну тільки 5, додаткові патрони, в разі потреби, біатлоністка повинна вкладати в рушницю вручну. За кожну нерозбиту мішень біатлоністка карається пробіганням штрафного кола. На першій стрільбі команди стріляють на установці, що відповідає їхньому номеру, надалі - в порядку прибуття. 

## Призери сезону 2009–10
| Медаль  | Країна    | Очки |
| ------- | --------- | ---- |
| Золото: | Росія     | 234  |
| Срібло: | Німеччина | 205  |
| Бронза: | Франція   | 204  |

## Переможці й призери етапів
| Етап:                                                              | Золото:                                                                     | Час                                                       | Срібло:                                                                | Час                                                       | Бронза:                                                                 | Час                                                       |
| Гохфільцен Протокол [Архівовано 14 грудня 2010 у Wayback Machine.] | Німеччина Катрін Гітцер Маґдалена Нойнер Сабріна Бухгольц Андреа Генкель    | 1:16:22.5 (0+1) (0+2) (0+0) (0+1) (0+1) (0+2) (0+1) (0+1) | Україна Оксана Хвостенко Олена Підгрушна Віта Семеренко Валя Семеренко | 1:17:21.6 (0+2) (0+2) (0+1) (0+0) (0+0) (0+0) (0+1) (0+2) | Норвегія Сіннове Солемдаль Анн Крістін Флатланд Фанні Горн Тура Бергер  | 1:17:30.9 (0+1) (0+2) (0+3) (0+0) (0+0) (0+0)             |
| Обергоф                                                            | Швеція Єнні Юнссон Анна Карін Зідек Анна Марія Нільссон Гелена Екгольм      | 1:17:53.1 (0+1) (0+0) (0+0) (1+3) (0+1) (0+2) (0+1) (0+0) | Франція Анаїс Бескон Марі Дорен Полін Макабі Марі Лор Брюне            | 1:18:45.4 (0+2) (0+2) (0+0) (0+0) (0+0) (3+3) (0+0) (0+2) | Білорусь Надія Скардіно Дарія Домрачова Надія Писарєва Людмила Калінчік | 1:19:24.5 (0+0) (1+3) (0+0) (0+3) (0+2) (0+2) (0+2) (0+1) |
| Антерсельва Протокол [Архівовано 22 січня 2011 у Wayback Machine.] | Росія Світлана Слєпцова Ганна Богалій-Титовець Наталія Гусєва Ольга Зайцева | 1:11:14.7 (0+1) (0+0) (0+1) (0+2) (0+0) (0+2) (0+0) (0+0) | Швеція Єнні Юнссон Анна Карін Зідек Анна Марія Нільссон Гелена Екгольм | 1:12:11.8 (0+0) (0+0) (0+3) (0+1) (0+1) (0+1) (0+1) (0+0) | Німеччина Сабріна Бухгольц Катрін Гітцер Міріам Гесснер Андреа Генкель  | 1:13:34.8 (2+3) (0+0) (0+0) (0+2) (0+1) (2+3) (0+1) (0+3) |
| Чемпіонат світу 2011                                               | Німеччина Андреа Генкель Міріам Гесснер Тіна Бахманн Маґдалена Нойнер       | 1:13:31.1 (0+2) (0+1) (0+2) (2+3) (0+2) (0+2) (0+1) (0+0) | Франція Анаїс Бескон Марі Лор Брюне Софі Буаї Марі Дорен               | 1:14:18.3 (0+2) (0+1) (0+0) (0+0) (0+3) (0+2) (0+1) (0+0) | Білорусь Надія Скардіно Дарія Домрачова Надія Писарєва Людмила Калінчік | 1:15:18.5 (0+0) (0+1) (0+1) (0+0) (0+0) (0+0) (0+1) (1+3) |

## Таблиця
| #  | Збірна          | ГОХ | ОБЕ | АНТ | ЧС  | Разом |
| -- | --------------- | --- | --- | --- | --- | ----- |
| 1  | Німеччина       | 60  | 38  | 48  | 60  | 206   |
| 2  | Швеція          | 38  | 60  | 54  | 38  | 190   |
| 3  | Росія           | 43  | 40  | 60  | 34  | 177   |
| 4  | Франція         | 40  | 54  | 29  | 54  | 177   |
| 5  | Білорусь        | 36  | 48  | 43  | 48  | 176   |
| 6  | Норвегія        | 48  | 34  | 38  | 40  | 160   |
| 7  | Італія          | 32  | 32  | 40  | 43  | 147   |
| 8  | Польща          | 34  | 36  | 32  | 32  | 134   |
| 9  | Україна         | 54  | 43  | 34  | DSQ | 131   |
| 10 | Словаччина      | 31  | 29  | 30  | 36  | 126   |
| 11 | Казахстан       | 29  | 30  | 36  | 27  | 122   |
| 12 | Чехія           | 28  | 31  | 25  | 30  | 114   |
| 13 | Болгарія        | 27  | 23  | 26  | 29  | 105   |
| 14 | КНР             | 23  | 26  | 24  | 25  | 98    |
| 15 | Японія          | 24  | 25  | 22  | 24  | 95    |
| 16 | Фінляндія       | —   | 24  | 31  | 31  | 86    |
| 17 | Естонія         | 25  | —   | 27  | 26  | 78    |
| 18 | Австрія         | 26  | 27  | 23  | —   | 76    |
| 19 | Південна Корея  | 22  | —   | 21  | 23  | 66    |
| 20 | Канада          | 30  | 28  | —   | —   | 58    |
| 21 | США             | —   | —   | 28  | 28  | 56    |
| 22 | Велика Британія | 21  | —   | —   | 22  | 43    |